# Nenzlingen
Nenzlingen és un municipi del cantó de Basilea-Camp (Suïssa), situat al districte de Laufen.